# Legoland Dubai
Pour les articles homonymes, voir Legoland.
Legoland Dubai est un parc d'attractions situé à Dubaï aux Émirats arabes unis, ouvert le 31 octobre 2016,. Il fait partie du complexe Dubai Parks and Resorts rassemblant à terme Legoland Dubai, Legoland Water Park, Motiongate Dubai, Bollywood Parks, Riverland Dubai et l'hôtel Lapita.

## Ouverture
L'ouverture de Legoland Dubai était à l'origine prévue pour 2011, mais elle a été retardée à octobre 2016.

## Le parc d'attractions
Le parc est divisé en six zones thématiques :
- Factory
- Imagination
- Kingdoms
- Adventure
- Miniland
- Lego City

### Miniland
Dans ce parc de miniatures en Lego, une des constructions est, par exemple, le fac-similé du Burj Khalifa . Cette reproduction de 17 mètres de haut détient à son ouverture le record de hauteur pour une structure en Lego. Elle fut exécutée au moyen de 439 000 briques de Lego et est agrémentée d'un éclairage led. 
Parmi d'autres réalisations, figurent le Taj Mahal (280 741 briques), le Burj al-Arab et la mosquée Sheikh Zayed.
Cette zone du parc, présente dans tous les parcs Legoland, a pour particularité d'être en intérieur.

### Attractions

#### Montagnes russes
| Nom                 | Type                      | Constructeur | Zone     | Année |
| ------------------- | ------------------------- | ------------ | -------- | ----- |
| Dragon              | Montagnes russes en acier | Zierer       | Kingdoms | 2016  |
| Dragon's Apprentice |                           |              | Kingdoms | 2016  |

#### Parcours scéniques
| Nom                    | Type                         | Constructeur      | Zone      | Année |
| ---------------------- | ---------------------------- | ----------------- | --------- | ----- |
| Lost Kingdom Adventure | Parcours scénique interactif | Sally Corporation | Adventure | 2016  |

#### Autres attractions
| Nom                      | Type                 | Constructeur | Zone        | Année |
| ------------------------ | -------------------- | ------------ | ----------- | ----- |
| Beetle Bounce            | Tour de chute junior | Zamperla     | Adventure   | 2016  |
| Duplo PlayTown           | Aire de jeu          |              | Imagination | 2016  |
| Kid Power Towers         | Tour                 | Sunkid       | Imagination | 2016  |
| Boating School           | Parcours en bateau   |              | Lego City   | 2016  |
| Driving School           | Ecole de conduite    |              | Lego City   | 2016  |
| Lego City Airport        | Manège avion         |              | Lego City   | 2016  |
| Lego Technic Twister     | Tasses               |              | Imagination | 2016  |
| Merlin's Flying Machines | Magic Bikes          | Zamperla     | Kingdoms    | 2016  |
| Rescue Academy           |                      |              | Lego City   | 2016  |
| Submarine Adventure      | Parcours scénique    |              | Adventure   | 2016  |
| Wave Racers              | Jet Skis             | Zierer       | Adventure   | 2016  |